# Ocaña (Colombia)
Ocaña es un municipio colombiano ubicado en el departamento de Norte de Santander, al nororiente del país. Se encuentra dentro de la Subregión de Occidente en la región del Catatumbo, conocida coloquialmente como la Provincia de Ocaña. El municipio cuenta con una extensión de 672,27 km² y una altitud media de 1202 m s. n. m. Está ubicado al occidente del departamento, sobre la cordillera oriental y se encuentra atravesado por dos ríos: el Algodonal (nombre que recibe el río Catatumbo en el municipio) y el Tejo, además de varias quebradas.
Es conocido en la historia de Colombia por la Convención de Ocaña, así como su gastronomía y la Virgen de Torcoroma.
Con 135.990 habitantes en 2025, es la segunda ciudad más poblada de Norte de Santander, tras Cúcuta. Es uno de los municipios de Colombia que ha recibido la constante recepción de migrantes venezolanos en el marco de la Crisis de refugiados venezolana, por lo que la anterior cifra podría ser mayor.

## Toponimia
Como buena parte de las ciudades fundadas por los españoles, Ocaña recibió el nombre de su homónima ibérica. La razón por la cual este nombre se debió a que la Villa de Ocaña en Toledo (Castilla) era la patria de Pedro Fernández del Busto, gobernador de la Provincia de Santa Marta, de la cual hizo parte la recién fundada ciudad hasta el periodo republicano, La toponiamia de la Ocaña ibérica es incierta, no obstante, se presume que tiene la base  olca- de origen celtibérico con el significado de «campo fértil, vega», con la probable evolución siguiente: Olcania > Ocania > Ocaña. Existen no obstante otras teorías, como la de Nieto Ballester, quien afirma que «Ocaña» es un término prerromano, de aspecto indoeuropeo, pero no celta.
El topónimo indígena que recibía Ocaña es especulativo, ya que si bien la zona estuvo habitada por los indígenas carates, Ocaña es una fundación española sin continuidad jurídica con los cacicazgos indígenas. No obstante, pervive el topónimo Argutacaca en algunos documentos coloniales, sin embargo, como expone la historiadora colombiana, Martha Herrera Ángel en Ordenar para controlar, las reducciones de los nativos a pueblos de indios cambió radicalmente la identidad de los mismos, pasando a identificarse con el nombre asignado por los españoles a dichos pueblos. Como consecuencia, buena parte de los topónimos de origen indígena tienen influencia española, por ejemplo los nombres de los corregimientos y municipios de la región (Brotaré, Hacarí, Teorama).
El nombre de Ocaña por su parte recibió ciertas modificaciones temporales, como Santa Ana de Ocaña, Nueva Madrid o combinaciones de estos (Santa Ana de Ocaña de la Nueva Madrid). No era extraño que las villas y ciudades fundadas por los españoles estuvieran compuestos por el nombre de un santo más el nombre propiamente dicho; a su vez, los nombres de las mismas podían cambiar en función de los intereses de las autoridades civiles.

## Historia

### Periodo prehispánico (?-1570)

#### Etnias indígenas
La ciudad de Ocaña y su área circundante estaba habitada por los indígenas carates, un pueblo de lengua chibcha y emparentado con los barí. Érroneamente se les conoce como hacaritamas pese a que no existe constancia de dicho nombre en ningún documento colonial, siendo más bien un producto literario popularizado por Alejo Amaya en su obra Los Genitores. 
Así pues, los hacaritamas son un mito historiográfico perpetuado hasta el presente, los carates por su parte están documentados y se les menciona durante buena parte del periodo colonial. Los carates dejan de aparecer en los documentos en la medida que los motilones (nombre que los españoles les dieron a los barí) adquieren importancia. Esto es producto de la expansión hacia el Catatumbo, región que fue colonizada paulatinamente desde Ocaña, Silos y Salazar de las Palmas.

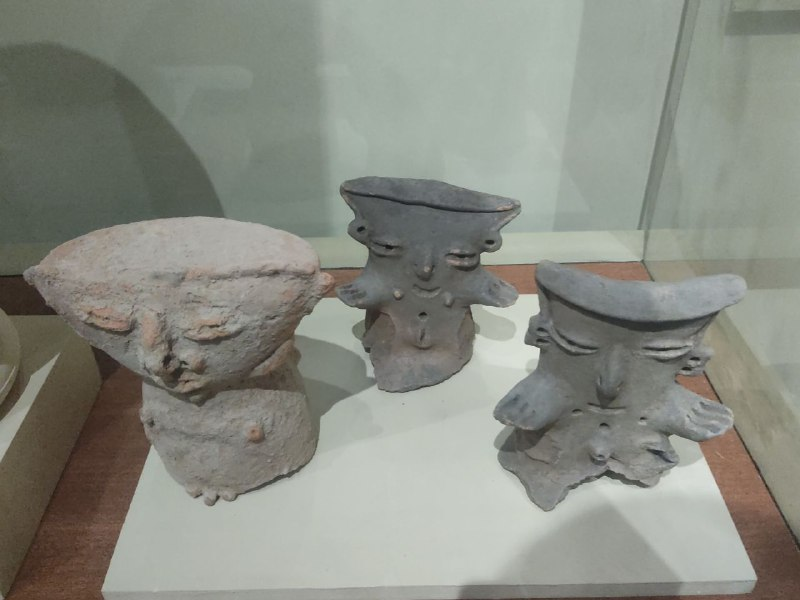
Ídolos encontrados en la Hacienda Mosquito, en el Sur del Cesar.

A su vez, desaparecen a medida que se concreta en proceso de cosmogénesis, el cual consistía en que los pueblos indígenas reducidos a pueblos sedentarios, abandonan su identidad previa y adoptan la impuesta por las autoridades coloniales. Así pues, las distintas tribus mencionadas por la historiografía local corresponden a las que habitaban los pueblos de indios (Brotaré, Taqueorama, La Loma de González) creados por los españoles en lugar de etnias antiquísimas, emperentadas o no, con los carates. 
La Cultura Mosquito (una tribu indígena de filiación caribe) por su parte habitaba el sur del departamento del Cesar, región que durante todo el periodo colonial estuvo bajo la jurisdicción del cabildo de Ocaña. Por tal motivo, algunos autores confunden a los carates con los mosquitos, confusión que ha llevado a incluir a los actuales barí como un pueblo de lengua caribe. 

### Periodo virreinal (1570-1810)

#### Fundación
Ocaña fue fundada el 14 de diciembre de 1570 por el capitán Francisco Fernández de Contreras (también llamado Hernández). La fundación fue precedida por la pacificación (conquista contra los indígenas que incluía su sedentarización en pueblos) de los carates por el mismo Fernández, que se venía realizando durante la década de 1560, pero que no contaba con la autorización de la Real Audiencia para la fundación jurídica. La fecha fue durante mucho tiempo controvertida, empero, esta se realizó bajo el mandato de Pedro Fernández del Busto, gobernador de Santa Marta entre septiembre de 1570 y enero de 1571 y que era natural de Ocaña (Toledo).
La fundación, más que el poblamiento y construcción de viviendas, implicaba la creación de un cabildo, entidad jurídica que rigió las ciudades hispanoamericanas durante todo el periodo colonial. Esto implica que las fundaciones son ante todo, un ritual jurídico y que para la sociedad española del momento, pesaba más la instauración de instituciones visibles y fijas por sobre el poblamiento del territorio. Este ritual implicaba también, que en torno a la ciudad recién fundada, se construyeran pueblos de indios, que serían habitados por los indígenas recién conquistados, que pasarían a ser evangelizados y sedentarizados.

#### La sociedad virreinal

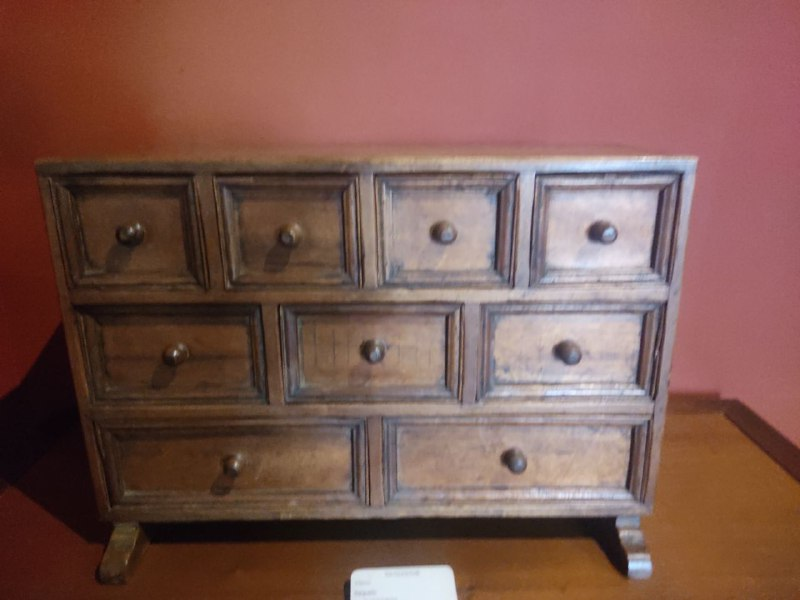
Bargueño de principios del XIX, colección del Museo Antón García de Bonilla (Ocaña).

La sociedad virreinal ocañera giraba en torno al modelo aristotélico-tomista heredado de España, el cual reemplazó los sistemas de pensamiento indígenas, adoptando no obstante algunos de sus elementos. Este proceso recibe el nombre de transculturación y permitió el mestizaje.
En cuanto al funcionamiento del modelo, este tenía como centro la religión y el derecho. Por tal motivo, tanto la iglesia principal como el edificio del cabildo se ubicaban en la Plaza Mayor; participar en la sociedad colonial era, por tanto, participar activamente de los ritos católicos como de la política local. Y si bien nadie estaba excluido de la Iglesia, la participación del cabildo estuvo restringida a hombres libres y cabezas de familia, excluyendo cualquier tipo de representación individual o de los esclavos.

### Período Independentista (1810-1821)I
Como parte de la Provincia de Santa Marta, Ocaña se mantuvo en el bando realista, permitiendo así la creación de guerrillas realistas y secesionistas, según los intereses de los frentes. Los criollos y clases altas prefirieron el bando secesionista, viendo una oportunidad para recuperar el poder perdido durante el reformismo borbónico. Las clases bajas por su parte eligieron el bando realista por el escepticismo al proceso revolucionario, el cual lo excluía por su condición poco ilustrada. 

#### Los Colorados
Existía la presencia de grupos que se oponían a la independencia en todo el territorio neogranadino, en la región de Ocaña para el 14 de noviembre de 1817 se creó un cuerpo franco en defensa del rey, al que se llamó Los Colorados nombre que les fue puesto debido al pantalón rojo que usaban sus soldados, quienes a pesar de haber sido creada La Gran Colombia como nación desde el 17 de diciembre de 1819, las fuerzas guerrilleras realistas no daban por terminada su confrontación. 

El 30 de diciembre de 1819 en carta del general Bartolomé Salom nombra:
“la guarnición realista en Ocaña cuenta con 300 o 400 hombres, más algunos milicianos, los guerrilleros de Teorama y La Palma”.

#### Bando patriota
El bando patriota a independentista estuvo conformado en su mayor parte por las élites criollas, resentidas con las autoridades coloniales por la pérdida de poder político tras las Reformas Borbónicas. Estas élites financiarían la campaña independentista por medio de préstamos obligatorios impuestos por Simón Bolívar, quien liberó la ciudad de la Corona Española. Sus principales rivales fueron los realistas, con quienes se enfrentaron en una lucha ideológica. Sus principales representantes fueron: Hipólito García, Miguel Pacheco, Bernardo Pacheco, Juan Pino, Juan Salvador Chacón, Eugenio Barbosa, Gabriel Quintero, Agustina Ferro, Manuel Ibáñez, Juan de Dios Illera y Jesús Posada.

### Gran Colombia (1821-1830)II
El Congreso de Angostura se celebró en 1819 y pese aprobarse nunca tuvo gran vigencia por desacuerdos entre los caudillos independentistas y la guerra contra las guerrillas realistas como Los Colorados. Dicho congreso había dividido el territorio en tres departamentos: Cundinamarca, Venezuela y Ecuador; aunque nominalmente se planeaba que el Haití Español fuese un Estado Libre Asociado. Bajo dicha división, Ocaña estaba bajo la jurisdicción del departamento de Cundinamarca, no obstante, Los Colorados llegaron a tomar la ciudad varias veces, gobernando de facto la ciudad en nombre del Rey. Tales inconvenientes llevaron a la promulgación de una nueva constitución en 1821, que reemplazara la de Angostura.
Ocaña no quedaría integrada a la naciente república hasta el 10 de octubre de 1821, cuando fue ocupada por el teniente coronel Eustaquio Ballén por orden directa de Simón Bolívar. Y una vez liberada, quedó en la jurisdicción del departamento de Magdalena, en la provincia de Santa Marta, una división administrativa que coincidiría con su homóloga virreinal. Esta división se mantendría hasta 1830, año de la disolución de la Gran Colombia, pues pese al cambio territorial de 1824, Ocaña permaneció bajo la jurisdicción de Santa Marta.

#### La Convención de Ocaña (1828)
En la Convención de Ocaña, se enfrentaron fracciones santanderista y bolivariana, no obstante ya existían planes de separación por parte de otros líderes. Entre los principales proyectos que se discutieron durante este acontecimiento estaban la posibilidad de imponer una constitución vitalicia, como el de reformar la constitución de 1821 que limitaba el poder de los militares en el gobierno.

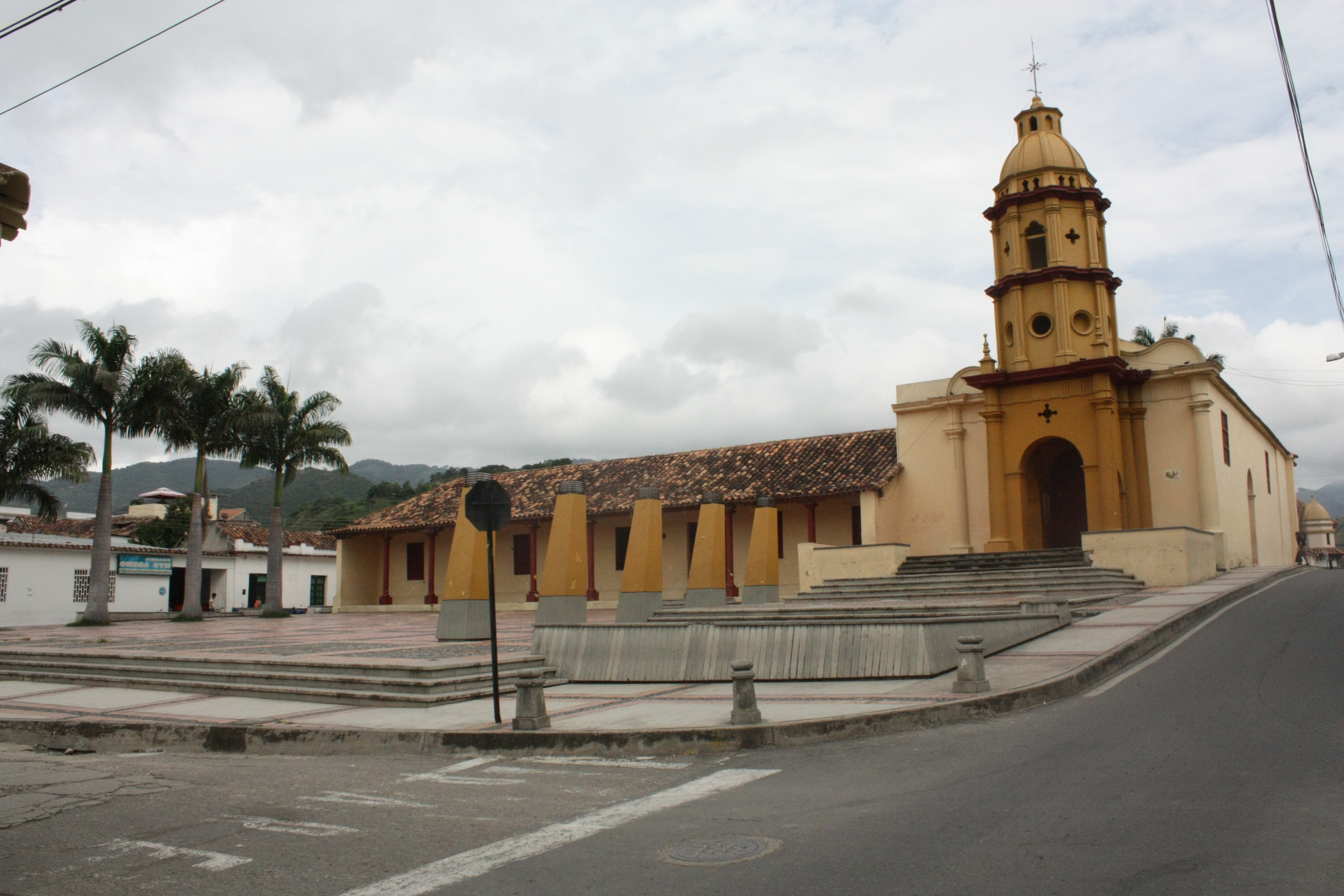
Complejo Histórico de la Gran Convención.

La convención de Ocaña se convocó desde agosto de 1827, debido a muchos levantamientos regionales por inconformidad ante el absolutismo del gobierno central. Los seguidores de Bolívar al no lograr el apoyo suficiente para su principal proyecto, la constitución vitalicia, por tanto, siguiendo instrucciones de su líder prefirieron retirarse. El 10 de junio de 1828 no había suficiente cantidad de representantes para cualquier votación y tomar decisiones. 
En agosto del mismo año, las posturas de Bolívar fueron impuestas por mediante el denominado Decreto Orgánico de la Dictadura de Bolívar, el cual lo dotó del poder supremo de la República, que ejerció con las denominaciones de «Libertador» y «Presidente», lo que conllevaría a la disolución de la Gran Colombia en 1830

### República de la Nueva Granada (1831-1858)
La Guerra de los Supremos fue el primer conflicto que enfrentó la República de la Nueva Granada, siendo Ocaña el lugar donde la guerra llegaría a su fin el 19 de enero de 1842. El 20 de mayo de 1849 es creada la Provincia de Ocaña y Pedro Alcántara Herrán es nombrado su primer gobernador, para 1851 Agustín Núñez y para 1853 Diego Alejandro Jácome.
Entre el 6 y el 22 de diciembre de 1851 se construye en Ocaña un monumento que conmemora la Ley que dio libertad definitiva a los esclavos en todo el territorio nacional: la Columna de la libertad de los esclavos, el monumento fue erigido por el gobernador Agustín Nuñez. El 14 de febrero se suprime la provincia de Ocaña y pasa a depender de la provincia de Mompós. El 13 de mayo de 1857 se crea el Estado soberano de Santander y Ocaña queda bajo su jurisdicción.

### Confederación Granadina (1858-1863)
Por medio de la ley del 25 de junio de 1859 el Estado Soberano de Santander decide llamar la antes provincia de Ocaña en departamento de Ocaña, con intenciones de dar mejoras en administración pública, este nombre se mantiene hasta el 6 de agosto de 1886, fecha en que se impone la constitución de 1886, la cual con una nueva política de carácter centralista desaparece los antes estados (política federalista) para convertirlos en departamentos y cambiando la estructura interna de los mismos por completo.
El 21 de diciembre de 1862 es nombrado presidente del Estado Soberano de Santander el general de origen ocañero Pedro Quintero Jácome quien se mantuvo en el cargo hasta el 29 de julio e 1863.

### Estados Unidos de Colombia (1863-1886)
Por medio de la constitución de Rionegro (1863) se había establecido un nuevo marco jurídico nacional bajo el nombre Estados Unidos de Colombia, las leyes de esa constitución eran fuertes en ideas federalistas, entre ellas más libertad en el comercio y separación del gobierno estatal de la iglesia, pero el gobierno de Rafael Nuñez en 1884 proponía la política de Regeneración, que incluía cambios a la constitución y que convertiría el gobierno en centralista, seguidores radicales se le opusieron de forma armada quienes fueron enfrentados por tropas del gobierno, El último enfrentamiento ocurrió en la región cuando el general Sergio Camargo sólo le quedaba una parte de las tropas del Estado soberano Santander y del Estado soberano de Boyacá, bajo del mando de los generales Soto y Siervo Santamaría que se había replegado hacia Ocaña y en El Salado pero fueron obligados a capitular en el sitio Los Guamos el 26 de agosto de 1885, Camargo al no ver más opciones se entregó pacíficamente y el ejército rebelde fue enviado de regreso a casa. Para noviembre de 1885 Nuñez convocó un congreso nacional de delegatarios que luego expidió la constitución de 1886.

### República de Colombia (desde 1886)

#### La Regeneración (1886-1902)
En 1888, por propuesta del General Guillermo Quintero Calderón y el sacerdote Ramón Anaya y Rubio, la Asamblea Departamental de Santander expidió la ordenanza No 5 de 1888 creando el Colegio de Señoritas de Ocaña. El 25 de octubre de 1889, se inician las clases del Colegio de la Presentación gracias a las gestiones de la Compañía Fundadora del Colegio de las Hermanas de la Caridad, sociedad anónima registrada legalmente el 14 de febrero de 1880 
Desde la Guerra Civil de 1895 ya se venían presentando levantamientos por parte de las élites tradicionales contra el Partido Nacional, que había excluido a las castas liberales y conservadoras en favor de una nueva clase política de carácter centralista. El ala radical del Partido Liberal, descontenta con la situación, provocó enfrentamientos entre fuerzas guerrilleras no preparadas contra tropas del gobierno, el 18 de octubre de 1899, estalla en todo el territorio nacional la llamada Guerra de los Mil Días.
El día 8 de junio de 1900 hacen su ingreso a la ciudad los Generales Rafael Uribe Uribe, Benjamín Herrera, Gabriel Vargas Santos y Foción Soto, entran a Ocaña desde Los Ángeles (César), por la trocha de Torcoroma (Pueblo Nuevo), después de haber sido derrotados en la Batalla de Palonegro. La permanencia de los liberales en Ocaña es breve centrándose los enfrentamientos en Ocaña y El Carmen.

#### Hegemonía Conservadora (1902-1930)
En 1908, se expide la Ley 1 de 5 de agosto creando el Departamento de Cúcuta, que incluían las provincias de Cúcuta y Ocaña. El cual perduró hasta el 1 de enero de 1910, sin embargo Pamplona solicitó su anexión al nuevo departamento, mientras que los municipios de Gamarra, Río de Oro y González pidieron su anexión a Bucaramanga. 
El 14 de julio de 1910 se expidió la Ley 25 creando el Departamento Norte de Santander, denominación que fue propuesta por los generales Guillermo Quintero Calderón y Gabriel Vargas Santos.
En 1923 se aprobó la ley que daba instrucciones la construcción del Cable Aéreo desde Gamarra-Ocaña con intenciones que tuviera alcance hasta Cúcuta, la inauguración se llevó a cabo el 7 de agosto de 1929.
Para 1930 se daban los primeros enfrentamientos por el conflicto de La Violencia, la hegemonía conservadora se daba por terminada cuando el presidente Olaya Herrera candidato liberal llegaba a la presidencia, se dieron a mostrar revueltas por partes de algunos seguidores del partido conservador que se negaban a aceptar como presidente a un miembro de un partido político distinto, seguidores políticos por ambos partidos tomaron las armas y se agruparon, eso trajo consecuencias que ocasionó que parte de la población prefiriera ciudades que consideraran más seguras, considerando que los forajidos y seguidores de opositores se metían a las fincas a robar y violaban las hijas de los hacendados, hubo muertos y familias cedieron a la decisión de emigrar. Además entraba en operar la carretera central norte, hecho que afectó que mucho comercio que se realizaba haciendo contacto con puerto en el Lago de Maracaibo por Venezuela comenzara a reducir gradualmente.
La economía ocañera para 1936, se centra fundamentalmente en el comercio con el Caribe Colombiano, a donde se comercializaban principalmente café y cebolla. Igualmente, se enviaban productos como ajos, pieles, lazos, alpargatas de suela y de fique. Sombreros de paja, conservas, borraja, cebada, anís, achicoria, entre otros. Para este año, existían las siguientes fábricas: Fábricas de jabón (4), Fábricas de gaseosas (2), Fábricas de velas (2), Fábricas de cigarros (1), Fábrica de licores del departamento (1), Fábrica de sacos y alfombras de fique (1).

#### Cable Aéreo Ocaña - Gamarra
Durante del gobierno del general Pedro Nel Ospina, el Congreso de Colombia mediante Ley 69 de 1923, ordenó la construcción de un cable aéreo entre Cúcuta y el río Magdalena con el Puerto de Gamarra, después de haber fracasado varios proyectos carreteables y férreos para unir la capital nortesantandereana con la principal arteria fluvial del país. Dificultades presupuestales y políticas hicieron que la obra sólo se terminara entre Gamarra y Ocaña, la obra se financiaría con un aporte nacional proveniente de la indemnización que el gobierno de Estados Unidos pagó a Colombia por el Canal de Panamá,
La inauguración oficial del Cable Aéreo se llevó a cabo el 7 de agosto de 1929, con asistencia de la dirigencia política de Norte de Santander y el departamento del Magdalena, representantes del Congreso y las autoridades eclesiásticas de la diócesis de Santa Marta, la Prefectura de la provincia y la Alcaldía de Ocaña, así como delegados del Concejo Municipal y de alcaldes de la región.
El Cable, cuya duración fue de cerca de 20 años aproximadamente, reemplazó los difíciles caminos de herradura y el transporte mular por modernas vagonetas de carga y pasajeros que se desplazaban a una velocidad de 7 kilómetros por hora, con lo cual se acortaron considerablemente las distancias de viaje entre Ocaña y el puerto de Gamarra.
El responsable de esta prodigiosa obra, fue el ingeniero James F. Lindsay, un ingeniero civil nacido en Nueva Zelanda, y el primer gerente, don Gabriel Sanín Villa.
El Cable medía 47 km, dividido en 6 secciones que abarcaban los hoy municipios de Gamarra, Aguachica, Río de Oro y Ocaña. Tenía 204 torres que variaban entre 3,6 y 65 metros de altura. El cable - vía tenía una circunferencia de 4" inglesas y una resistencia contra fractura de 68, 3 toneladas inglesas. Su capacidad transportadora fue de 20 toneladas en cada dirección, por hora, es decir, 400 toneladas por día, con un funcionamiento de 10 horas diarias.
La terminación de la carretera Ocaña - Gamarra fue, entre otros, factor decisivo para que el Cable Aéreo perdiera su importancia como medio de transporte óptimo.
En 1948, el Congreso de la República dispuso que los activos del Cable pasaran a los municipios por los cuales pasaba el transporte, dando con ello lugar a su desmantelamiento definitivo.

#### 1930-1970
A partir de 1943, se inicia la transformación urbana de la ciudad a raíz de invasiones que modifican el esquema ortogonal inicial, dando como resultado la ciudad que vemos hoy, mezcla de arquitectura colonial, republicana y moderna. Por su parte, la actividad empresarial y de comercio en la región de Ocaña, tuvo un importante desarrollo durante las últimas décadas del siglo XIX y comienzos del siglo XX. Esta circunstancia fue favorecida por las políticas librecambistas imperantes en la época, que permitieron, incluso, la designación de agentes consulares de Italia, con don José Lébolo y de Alemania, con don W. Brokate.
Para 1879 se habían iniciado las festividades de la panela en Convención, de acuerdo con los datos históricos recogidos por el historiador y periodista Olger García Velásquez, quien a propósito de este certamen popular, nos dice: "…hasta donde he podido indagar en viejos infolios - se inició en 1879, cuando se celebró el cincuentenario de la fundación de Convención y todo se circunscribía a la corrida de toros como punto central del programa. Dicha corraleja se verificó hasta 1900 en la plaza principal; luego, y hasta 1925, pasó al barrio El Tamaco -como lo señalan periódicos de la época - cuando aun el barrio no estaba urbanizado como lo vemos ahora, vino una época de suspensión, cuando la violencia política arreciaba y era imposible su continuación. En 1960 la corraleja fue trasladada para una planada, donde en 1962 y con ocasión de la llegada de la Alianza para el Progreso, programa del presidente John Fitzgerald Kennedy, se construyó la Escuela Kennedy, lo que obligó al traslado de la fiesta y su corraleja para el barrio La Plazuela (Convención se viste de fiesta: 46.º Festival de la Panela. En La Opinión, Cúcuta, 22 de julio de 2008, p. 3).
El bipartidismo se prolonga en Ocaña hasta la década de 1960, cuando aparecen corrientes de izquierda, a raíz de la influencia de la Revolución Cubana, sucesos ocurridos en mayo de 1968 en Francia, y el ideario del sacerdote Camilo Torres que tuvo una fuerte influencia sobre las juventudes de la región, especialmente sobre estudiantes del Colegio Nacional de José Eusebio Caro.
Hizo una importante aparición en materia político-ideológica, los movimientos políticos de la ANAPO y del MRL, que actúan aprovechando espacios obtenidos en Bogotá y otras capitales departamentales, estos movimientos tuvieron participación en la primera invasión a tierras urbanas de Ocaña, en 1963.

## Geografía

### Localización
Ocaña se encuentra sobre la cordillera oriental andina. La rodean montañas que alcanzan los 2600 m s. n. m. La ciudad de Ocaña cuenta con un área total de 672.27 km2, de los cuales 6.96 corresponden al área urbana y 620.76 corresponden al área rural. El área donde se encuentra Ocaña, se denomina Provincia de Ocaña, la cual tiene un área de 8.602 km2, con una altitud mínima de 761 m s. n. m. Es el único municipio de Norte de Santander en el cual está dividido su territorio en dos partes separado (siendo el exclave los corregimientos de El Palmar y Otare) por el municipio de González en el Cesar, punto de encuentro estratégico de muchas personas que transitan por ese departamento y ambos Santanderes, entre ellos bumangueses y cucuteños con rumbos terrestres hacia la Región Caribe. 
Su distancia hacia la ciudad de Cúcuta, capital departamental, es de 218 km, y a 299 km de la ciudad de Bucaramanga, departamento de Santander.
| Noroeste: El Carmen, Aguachica, González ( Cesar) *División las dos zonas | Norte: Convención, Teorama | Nordeste: San Calixto (Río Algodonal) |
| Oeste: Río de Oro ( Cesar)                                                |                            | Este: La Playa de Belén               |
| Suroeste: San Martín ( Cesar)                                             | Sur: San Martín ( Cesar)   | Sureste: Ábrego                       |

### Clima
La temperatura promedio de Ocaña es de 22 °C. Piso térmico templado, con una temperatura no menor a los 8 °C y no mayores a los 30 °C. Precipitaciones entre los 1.000 y 2.000 mm anuales, las lluvias durante el primer semestre son escasas,  los veranos pueden son cortos y pueden mostrarse días con nubosidad. Los meses de lluvia son, agosto, septiembre, octubre y noviembre, este último es aprovechado para los cultivos semestrales.

### Relieve
La ciudad de Ocaña cuenta con un relieve muy variado, en su casco urbano se puede observar el terreno montañoso y la escasez de planicies. En sus alrededores se hallan grandes montañas que impiden su expansión urbana, sin embargo, la ciudad no ha dejado de crecer en los últimos años, hallándose hoy en día varios barrios en grandes cerros, cómo la Santa Cruz, Cristo Rey y el Hatillo.
El territorio Norte de Santander está constituido por un terreno muy quebrado, en el cual, si bien predominan las altitudes medias, no faltan al sur y al oeste las grandes alturas con vegetación paramuna.
Este relieve contrasta al noreste con una franja enllanada, dividida desigualmente por una Línea de lomas que se extiende más allá de la frontera internacional.
La Provincia de Ocaña, que por lo general está formado por rocas ígneas encierra zonas metamórficas a manera de caña que se introduce en el occidente desde el sur del municipio hasta Convención.  Alrededor de la ciudad existen rocas granitoides gruesas con isleos intercalados de feldespatos, cuyos elementos han sido muy descompuestos por la erosión. Cubren el terreno formando una depresión extendida especialmente de La Floresta a Ábrego. La depresión se halla rodeada de formaciones porfídeas (materiales eruptivos paleozóicos, muy cuartozos) más duras que las rocas del fondo.
La particularidad de que los estratos cretáceos y metamórficos que cubren el flanco del cordón orográfico de Ocaña por la vertiente del río Magdalena se encuentran levantados y adosados a este relieve andino con buzamiento al occidente, prueban claramente que se elevó un núcleo ígneo con la consiguiente reapertura y resquebrajamiento de la cubierta cretácea, con lo cual los estratos superiores pudieron ser barridos fácilmente por la acción de los agentes atmosféricos y de las aguas corrientes. Esto explica por qué se desgastan más las rocas granitoideas que las porfídeas por lo cual la erosión ha podido ser más eficaz en la zona de la hoya de Ocaña.
Esta es una depresión meseta alargada en la cual se recogen las aguas altas del Catatumbo. Le son característicos sus fondos cortados por la erosión en cuchillas enormes de cantos blancuzcos rodeados de relieve, que escalonan sus cumbreras rojizas como si fuera el resultado de una erosión general en tiempos geológicos en que el macizo se hallaba menos realzado. La falta de árboles y el predominio del pajonal lo ponen al descubierto.
La depresión de Ocaña se alarga hacia el sur aproximadamente por 3 kilómetros hasta Ábrego, aunque dividida en compartimentos. Las mismas rocas ígneas granitoideas constituyen el fondo de la depresión y la base de la vertiente, la cual presenta formaciones esquistosas en las alturas, con lo que resultan propicias al cultivo, especialmente de la cebolla que es el más importante producto agrícola de la región.
Como alturas de relativa importancia encontramos el Agua de la Virgen, Pueblo Nuevo. Buena Vista, y el Alto de los Patios.

### Hidrografía
El suelo ocañero está regado por afluentes del Río Catatumbo, entre ellos el algodonal, pero en su sector urbano por el Río Tejo y por varias quebradas.
El Catatumbo: nace con el nombre de Oroque, en la serranía de Jurisdicciones, en una rama de la Cordillera Oriental del municipio de Ábrego en una finca llamada antiguamente "Muela de Perro", hoy denominada "La María" donde está la laguna "Pan de Azúcar" de la que parte. dos corrientes, la oriental llamada de "Las Doradillas" que se convierte e el Río Oroque y la occidental o de "Las Chorreras", que da vida al Río Frío.
Ambas descienden por vertientes abruptas con rumbo sur-norte. Antes de Ábrego, en las veredas del "Otro Lado" y Soltadero" se unen las dos vertientes tomando el nombre de río de "Los Carates" que al recibir las aguas de la quebrada de "Los Pozos" recibe el nombre de Algodonal para atravesar la Llanada de Abrión, pasa por el boquerón de Angostura, precipita en la depresión de Ocaña donde recibe al río Tejo; cambia su rumbo hacia el noroeste y sigue bordeando las faldas de la sierra de Teorama, el nombre de algodonal lo conserva hasta el puente del carreteable que une los municipios de Teorama y San Calixto. Continúa para recibir más adelante la quebrada del Banco unida a la Búrbura; sigue su curso nordeste hasta recibir la quebrada Tiradera o Cartagena, y allí describe un arco en cuyo fin recoge las aguas del Tarra: después de esta afluencia el Catatumbo toma dirección Norte y describe otra gran curva hasta recibir las aguas del río San Miguelito y traza otro arco nuándrico hasta la desembocadura del Río de Oro, luego de lo cual penetra en territorio venezolano y vierte finalmente sus aguas al lago de Maracaibo.
Tiene una longitud de 45 km desde su nacimiento hasta su desembocadura. Como Algodonal tiene una longitud de 40 kilómetros.
El Río Tejo. De seis y media leguas de largo, 20 km, recoge todas las aguas de la depresión ocañera e irriga el municipio. Durante varios siglos fue la principal fuente de agua potable de los ocañeros.
Las quebradas son numerosas pero por lo general se secan en determinadas épocas del año. Son de relativa Importancia: La Cagona que también se denomina del Mal Nombre o del Enol porque recibe las aguas negras de Ocaña, desemboca en el Río Chiquito, con extensión de 4 km; también de aguas negras, que rinde su caudal al río Tejo. (Actualmente varias de ellas canalizadas). La quebrada del Estanco que forma en su recorrido una serie de cañones angostos que no permite que sus aguas sean utilizadas para la agricultura. La Quebrada de Venadillo con extensión de 5 km, La de La Vaca con 3 km y La Quebrada Seca con 2 km .

## División Político-Administrativa
Comunas
La cabecera municipal se encuentra dividido en 5 comunas (en la que se encuentra ciertos barrios)

#### Comunas
- 1 Central - José Eusebio Caro (1.07 km²)
- 2 Nororiental - Cristo Rey (1.51 km²)
- 3 Suroriental - Olaya Herrera (2.63 km²)
- 4 Suroccidental - Adolfo Milanés (1.07 km²)
- 5  - Francisco Fernández de Contreras (1.14 km²)
- 6  - Ciudadela Norte (0.80 km²)

Corregimientos
Ocaña tiene bajo sus jurisdicción dieciocho(18) corregimientos:
- Otaré
- Quebrada la Esperanza
- Mariquita
- El Puente
- Las Liscas
- El Espíritu Santo
- El Palmar
- Venadillo
- Las Chircas
- Llano de los Trigos
- Aguas Claras
- La Floresta
- Portachuelo
- La Ermita
- El Agua de La Virgen
- Buenavista
- Pueblo Nuevo
- Cerro de las Flores[30]

Centros poblados
Ocaña tiene bajo su jurisdicción los centros poblados:
- Aguas Claras
- Buenavista
- La Ermita
- La Floresta
- Otaré
- Pueblo Nuevo

## Economía
Actualmente Ocaña tiene como actividades económicas fundamentales la agricultura, la ganadería, el comercio, la pequeña industria, el turismo y la minería, con explotación de plata, cobre, hierro, El turismo es más promovido principalmente por ocañeros que terminaron trasladandose a otras regiones, la ciudad es muy visitada durante las festividades locales, el 64.2% del total de la actividad corresponde al comercio, el 22.8% al sector servicios y el 1.8% a la industria. Es un punto inicial para la comercialización de productos obtenidos en la región occidental del Norte de Santander o Provincia de Ocaña y además parte del sur del Cesar, en cuanto a la compra y venta de productos finales provenientes de la producción rural incluso también la distribución de productos manufacturados a través de agencias para el consumo. La subregión occidental del Norte de Santander es un gran productor agrícola se destaca en productos tales como: tabaco, aguacate, cebolla roja, piña, tomate chonto, pimentón, pepino, frijol rojo o Zaragoza, caña, panela, frutas y verduras.
Sector Primario.
Producción agrícola: Este sistema de producción predomina en zonas de tierras quebradas a planas, precipitaciones entre 800 y 2500 mm anuales, el uso del suelo se encuentra bajo agricultura intensiva en especial cebolla Ocañera en relevo con fríjol rojo y/o rotación con tomate chonto, que representan el 94.30% del área sembrada; Otro tipo de utilización lo constituye pequeñas áreas de cultivos permanentes de café, frutales y pastos, y semipermanentes de caña, piña, plátano y yuca.
Producción Pecuaria (Ganadería): La explotación ganadera en el municipio de Ocaña es de tipo extensivo no tecnificada. Actualmente existe una población de 5.492 de cabezas en la cual se estima que un 70 % corresponde al sistema de doble propósito.
Avicultura: La avicultura es una actividad importante en el municipio. De acuerdo con cifras de la URPA, la población avícola actual es de 100.000 aves de los cuales el 60% corresponde a aves de postura y reproducción y el 40% a pollos de engorde. Esta actividad se concentra principalmente en el corregimiento de Venadillo, las veredas Guayabal, Aguas Claras y la Rinconada.
Piscicultura: En la actualidad se está implementando el cultivo de las especies de mojarra roja, cachama, carpa y bocachico en forma intensiva a través de la oficina de la UMATA, sirviendo de puente con la Comunidad para la compra y la Asistencia Técnica para la producción.

## Lugares turísticos
Es un ciudad con personas en su mayoría devotas de la Virgen De Torcoroma, que tiene su santuario catalogado como monumento nacional por el gobierno colombiano, venerado por fieles creyentes y admirado por turistas.

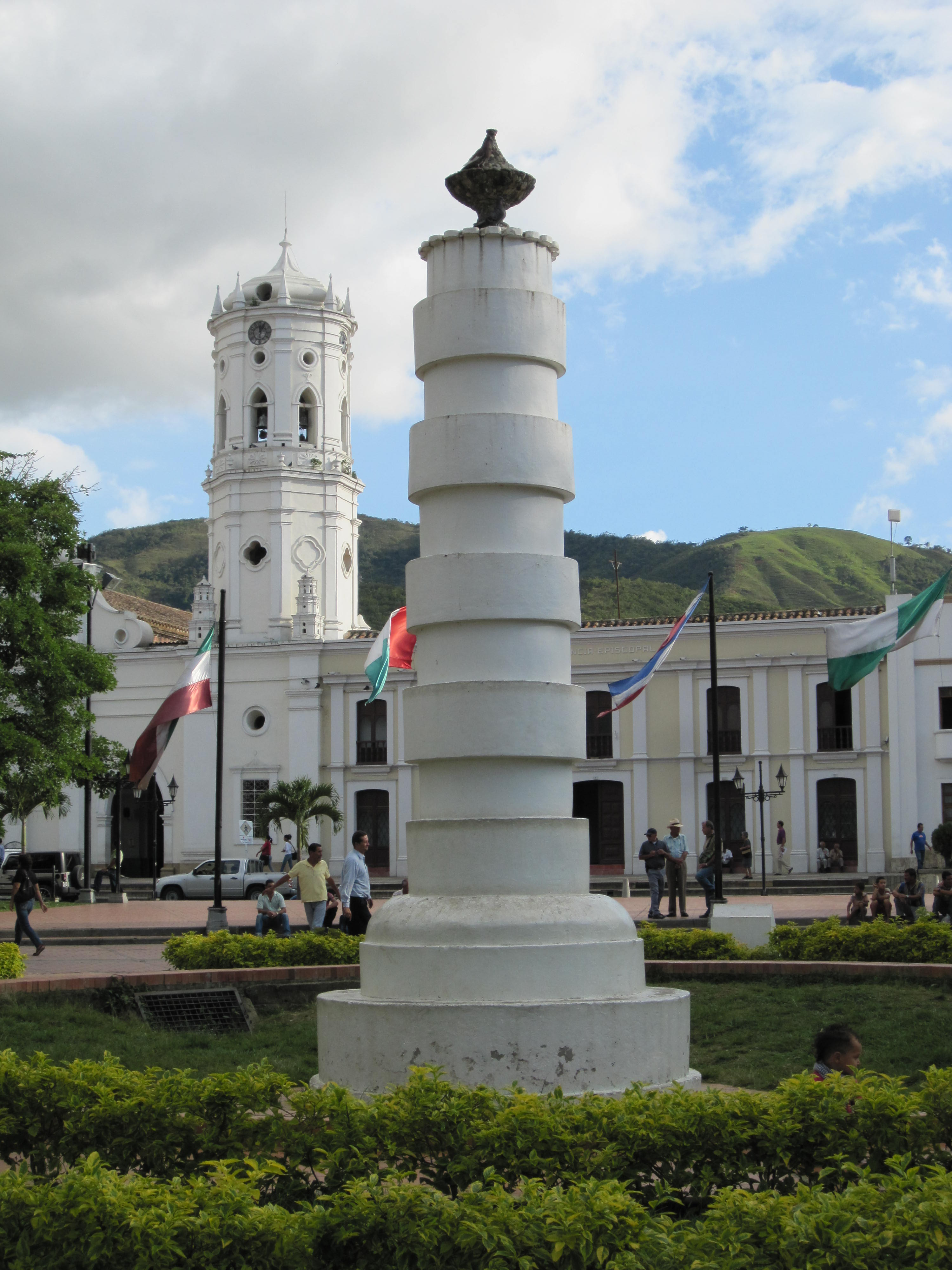
Columna de la Libertad de los Esclavos, al fondo la catedral de Santa Ana.

### Monumentos Nacionales
- Columna de la Libertad de los Esclavos, En el 2002 es declarada como Bien de Interés Cultural de Carácter Nacional, como único testimonio material que existe en Colombia que conmemora la abolición de la esclavitud en nuestro país, mediante decreto del presidente José Hilario López. Monumento formado por cinco anillos concéntricos que simboliza los cinco países libertados por Simón Bolívar y está ubicada en la Plaza 29 de Mayo.
- Complejo Histórico de la Gran Convención, ubicado en la Carrera 9 con calle 10 de la ciudad.
- Santuario de Nuestra Señora de las Gracias de Torcoroma Más conocido entre pobladores locales como "El agua de la virgen", está ubicado en un sector rural a varios kilómetros de la ciudad.

### Otros lugares turísticos[32]
- Plaza de Ocaña o 29 de mayo
- El convento de las Monjas Dominicas
- El Museo Antón García de Bonilla: "El Museo Antón García de Bonilla se encarga de investigar, preservar, exhibir y divulgar la historia de Ocaña y su antigua provincia, por medio de sus colecciones y su patrimonio inmueble. Declarado bien de interés cultural de carácter departamental, el museo promueve la identidad cultural mediante actividades educativas e investigativas, con las cuales busca rescatar la tradición oral, las leyendas y tradiciones de la comunidad, así como concientizar a niños, jóvenes y adultos mayores sobre la importancia del patrimonio cultural".[33]
- Monumento la Leonelda: Joven hechicera de la tribu Búrbura, condenada en la época de La Inquisición, a raíz de sus presuntas prácticas de hechicería, se convirtió en el símbolo de la rebeldía aborigen contra la opresión española, luego de librarse de la muerte en el Cerro de la Horca (Cristo Rey)
- La Ermita (es un sector rural a pocos kilómetros de la ciudad)
- Estatua de Cristo Rey: Tiene 6 metros de altura; diámetro completo del cráneo, 1.82 m, espesor del dedo pulgar, 0.21 m; ancho completo del busto, 3.96 m. Pedestal construido en ladrillo y cemento, con una altura de 12 metros; base en forma octogonal con un perímetro de 31.75 m. Total de la altura del monumento: 18 metros. La bendición se llevó a cabo el 17 de agosto de 1935. Representa a Cristo con los brazos extendidos. Se encuentra localizado sobre el antiguo Alto del Hatillo o Cerro de la Horca (1), al nororiente de la ciudad. Fue declarada como Bien de Interés Cultural de Carácter Departamental, mediante Decreto 1144 de 31 de diciembre de 2003, expedido por la Gobernación de Norte de Santander[34]

### Iglesias y templos

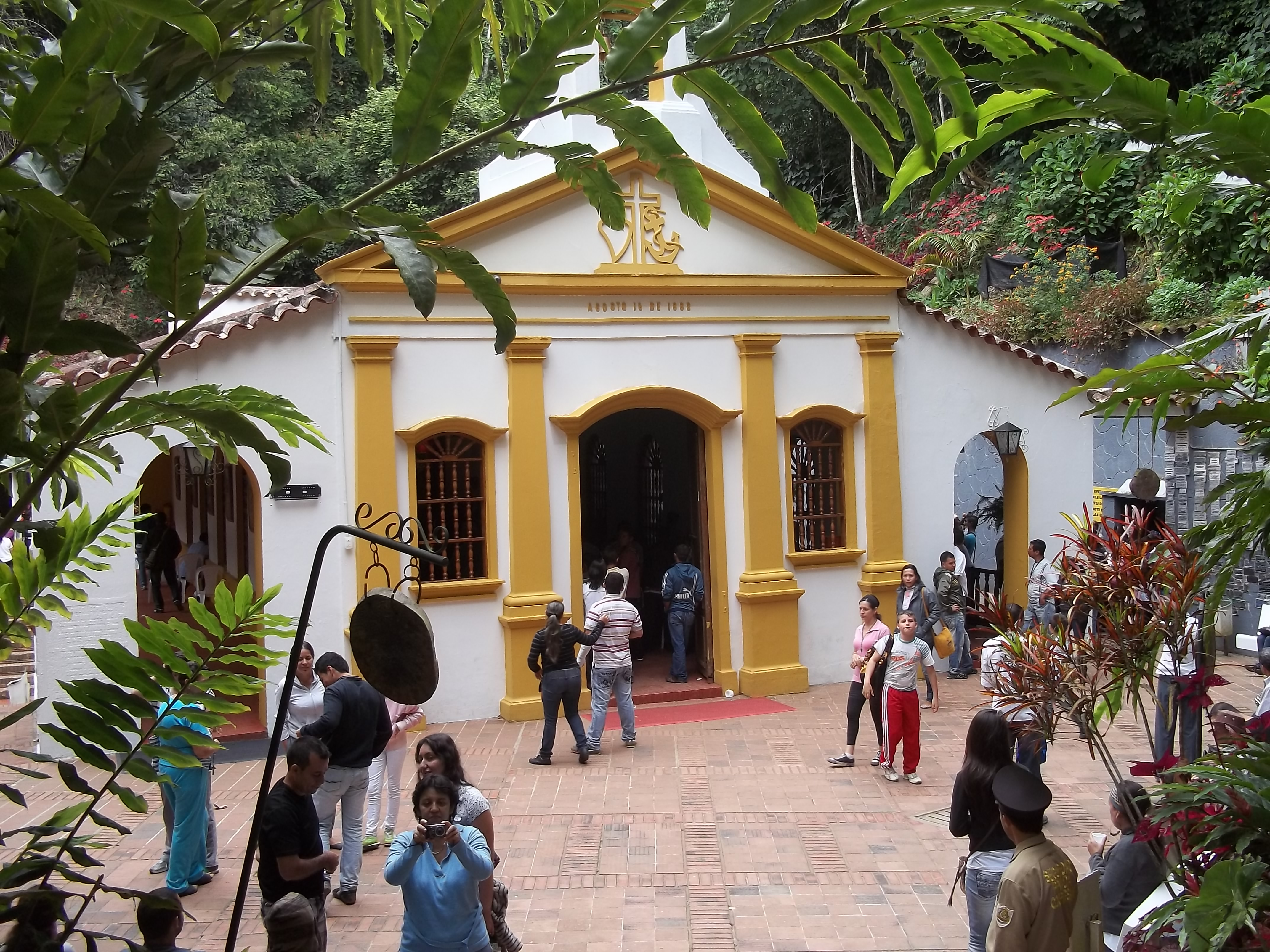
Santuario de Nuestra Señora de las Gracias de Torcoroma, vista de la fachada principal.

A continuación vemos un listado con lugares religiosos orientados al catolicismo pero con una importancia de carácter histórico, cada una de ellas han sido escenarios de una historia o tienen una leyenda de mucho interés popular.
- Capilla de la Torcoroma: Construida en 1749, está ubicada en la Calle 11 con Carrera 11 (esquina), este recinto religioso contiene la imagen milagrosa que contiene la imagen de la Virgen de Torcoroma.[35]

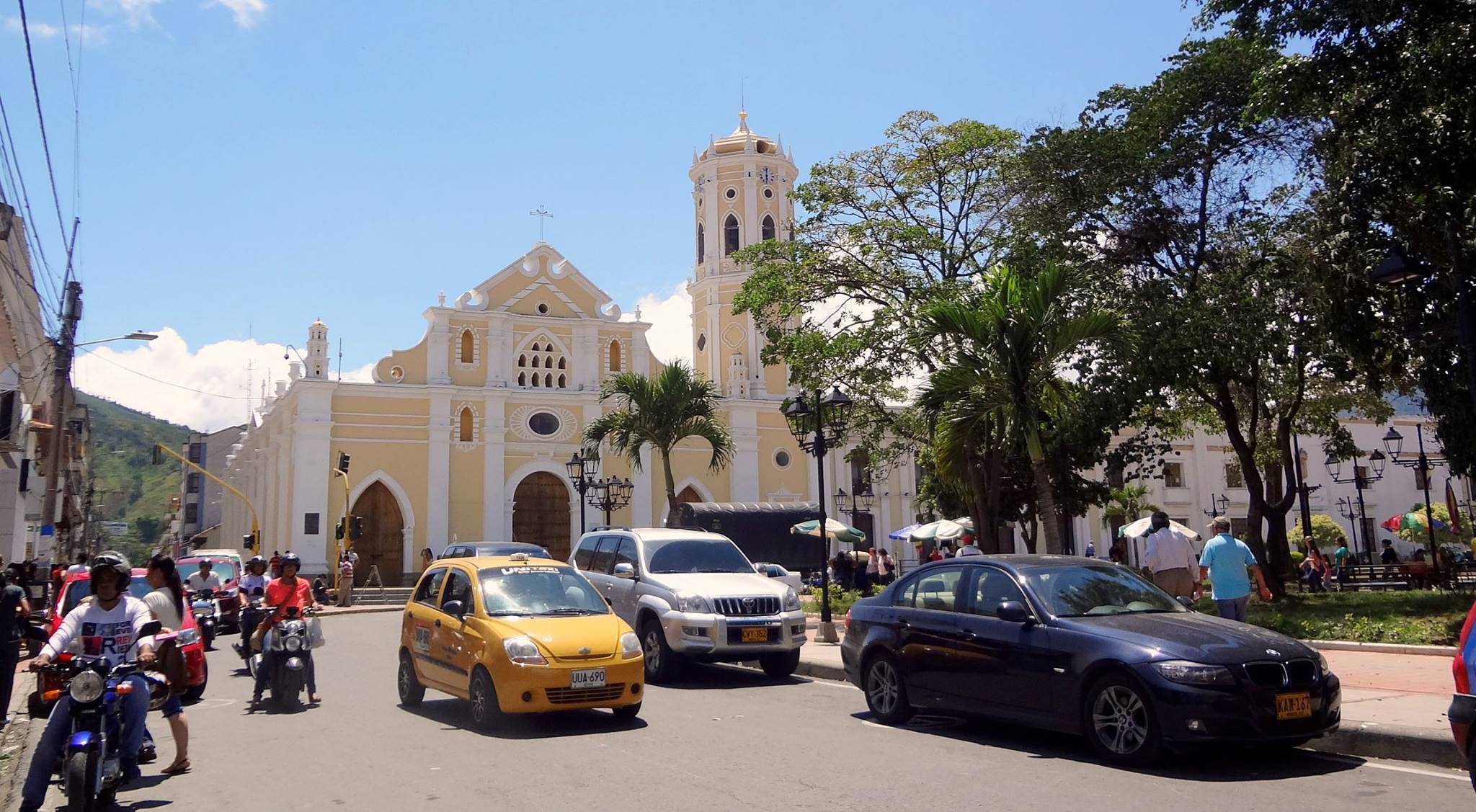
Catedral de Santa Ana, vista de la fachada principal

- Catedral de Santa Ana, vista de la fachada principalLa catedral de Santa Ana.: Construida en 1576, está Ubicada en la Carrera 12 con Calle 11 (esquina). Su construcción inicio desde 1576, pero solo fue hasta el siglo XVII cuando fue culminada, este templo está dedicado a la advocación de Santa Ana, guarda varias obras que le resaltan en importancia, es uno de los más importantes santuarios de la ciudad. Se encuentra dentro del mismo la imagen de Nuestra Señora del Perpetuo Socorro, con el Niño Jesús en sus brazos, una bellas representación del arte escultórico religioso en tierra americana. En su costado derecho se ubica el Palacio Episcopal y sede de la diócesis de Ocaña. La catedral corresponde a los Bienes de Interés Cultural de Carácter Departamental.
- La iglesia de San Francisco: Construida en 1583, célebre en la historia por haberse realizado allí la Gran Convención de Ocaña; hace parte del Complejo Histórico de la Gran Convención de Ocaña. En 1937 es declarado Bien de Interés Cultural de Carácter Nacional. Ubicado en la calle 10 con carrera 11.Iglesia de San Francisco, hace parte del Complejo Histórico de la Gran Convención de Ocaña.

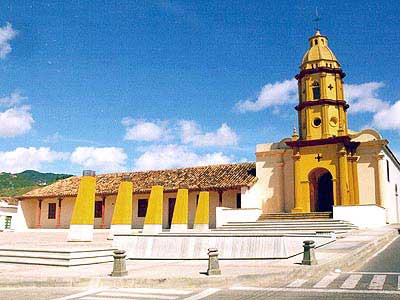
Iglesia de San Francisco, hace parte del Complejo Histórico de la Gran Convención de Ocaña.

- La capilla de Santa Rita: ubicada por la Carrera 9 entre calles 9 y 10. Levantada desde 1576, arquitectura colonial religiosa que data del siglo XVII, según la tradición, sirvió como sede a los funcionarios de la Santa Inquisición.  Según la tradición ocañera, esta iglesia está vinculada con la leyenda del encomendero Don Antón García de Bonilla.
- La iglesia de San Agustín: Construida en 1596, está ubicada en la Carrera 16 con Calle 11, en frente del parque o plazuela del mismo nombre, levantada en 1596, corresponde a los Bienes de Interés Cultural de Carácter Departamental. En esta capilla se encuentra la imagen de la virgen del Perpetuo Socorro, una de las tres imágenes talladas en madera traídas desde Barcelona - España.[36]
- La iglesia de Jesús Cautivo: Construida en 1895, está ubicada en la Calle 12 con carrera 6.ª (esquina). La iglesia corresponde a los Bienes de Interés Cultural de Carácter Departamental.
- Iglesia San Antonio de Padua: Construida en 1904 y es Bien de Interés Cultural de Carácter Departamental.
- Iglesia de Pueblo Nuevo: Construida en 1797 y es Bien de Interés Cultural de Carácter Departamental.
- Santuario Agua de la Virgen.

### Creencias populares y leyendas más populares
La población de Ocaña cuenta con varias historias entre su cultura y tradiciones populares, entre las más conocidas están las siguientes:

#### Antón García de Bonilla
También se refieren a él como el "jinete negro" porque según comentarios populares lo han visto montando a caballo, la leyenda cuenta que un día, atacadas las sobrinas de este personaje por una mortal enfermedad y sin posibilidad de cura en la hacienda de San Roque, el encomendero, desesperado tomó cabalgaduras y viajó hasta Ocaña donde se postró ante la puerta de la capilla de Santa Rita, abogada de imposibles, solicitándo una cura para sus amadas niñas. Hizo en sus oraciones una promesa a la santa (algo de lo cual no nos hablan viejos cronistas) a cambio que las jovencitas superaran su mala salud. Al llegar nuevamente a la hacienda, las sobrinas estaban completamente sanas. Pasaron los años, Don Antón García envejeció y murió sin haber cumplido la promesa hecha a Santa Rita. Desde entonces, según la leyenda, el encomendero vaga impenitente por las rutas del sur del Cesar y Ocaña, en especial por la “bajada de Santa Rita” y la “Calle del Embudo”, en busca de consuelo para su alma atormentada.

#### Jesús Cautivo
La leyenda habla de una imagen milagrosa en piedra, descubierta en 1846 por una trabajadora humilde en el sitio donde hoy está la parroquia con el mismo nombre, la piedra fue esculpiéndose por sí misma, pasado el tiempo toma más relieve donde logra verse la imagen de Jesús entre grifos y cadenas.

#### La Virgen de Torcoroma
La Virgen de Torcoroma se apareció el 15 de agosto de 1711 en el bosque donde hoy queda el Santuario Agua de la Virgen, en el tronco de un árbol que cortaron los hombres de la familia Melo que sobre un árbol talado ya en el suelo, comenzaron a tallar allí mismo una "canoa" y poco a poco de dar los primeros hachazos, salió una luz y era la "imagen de María Santísima la virgen de la Concepción", de medio relieve.

#### Leonelda Hernández
Esta historia se remonta a finales del siglo XVII, trata de una bella joven hechicera de la tribu indígena Búrbura, que no pasaba de los 26 años, y su cuerpo era esbelto y su porte gentil, pese a su evidente condición de campesina, que hacia parte de un grupo de hechiceras, entre las cuales se encontraba María Antonia Mandona, María Pérez, María de la Mora y María del Carmen, cuya labor consistía en la preparación de brebajes compuestos por mezclas entre raíces y flores de plantas extrañas, reptiles inmundos y cierta clase de animales agoreros, con los cuales curaban enfermedades, procuraban el amor y otra suerte de sortilegios propios de la hechicería nativa.
Las actividades de estas mujeres llegaron por fin a oídos de las autoridades españolas, que no vacilaron en proceder a la detención de esas magas. María Mandona jefe y directora "del endiablado elenco”, fue ejecutada en presencia de sus compañeras. Tiempo después, era detenida Leonelda Hernández por la Inquisición, acusada de “sus prácticas de hechicería y tener amenazados a todos los pueblos circunvecinos de convertirlos, un día cualquiera, en infectas lagunas de aguas letales”, además habitantes de Burgama y Borbotare (Brotaré u Otaré), encontraron motivos para encontrarse sublevados contra los españoles por los hechos ocurridos a Mandona y Leonela. La rebelde hechicera es conducida a Ocaña, de gala en ese instante debido a la llegada del prelado Liñán de Cisneros. En vista de este acontecimiento, sus captores deciden ejecutar a Leonelda en el siniestro Cerro de la Horca. Ya casi a punto de cumplirse el infeliz destino, la joven lanza un imponente grito: " ¡Aquí los Búrburas!", Leonelda en ese momento tenía una rama en sus manos y tomado por el cuello a uno de sus verdugos.
Como llamados ante un conjuro misterioso, brotaron de todas partes los indómitos nativos, que después de saetear a la soldadesca y colgar a su jefe, parten con Leonelda hacia sus reductos inexpugnables. Se presentó un asalto ápido y con una venganza atroz, los indígenas destrozaron a la guardia y colgaron de la horca al capataz. Desde ese momento decidieron vengarse de los inquisidores con fuertes maldiciones. Años después, las mujeres fueron muriendo por diversos momentos, los pobladores comentan que Leonelda aún vaga en el Cerro de la Horca asechando a todos los hombres que tienen malas intenciones con las mujeres.

### Museos[42]

##### El Museo de La Gran Convención.
Está ubicado dentro del Complejo Histórico de la Gran Convención, arquitectura institucional religiosa de la colonia, construido entre 1583 y 1584. Sus salones fueron antiguas celdas del Convento franciscano que funcionó allí hasta mediados del siglo XIX. luego pasó a ser Colegio oficial, manteniendo esta característica durante toda la segunda mitad del siglo XIX y hasta la década de 1990, en el siglo XX, cuando se establecieron las instituciones prescritas en la Ley 10 de 1977, incluido el Museo de la Gran Convención. En este lugar entre el 9 abril y 10 de junio de 1828 llegó a realizarse la Convención de Ocaña donde se reunieron representantes de varias regiones de la antes llamada Gran Colombia, para cambios legislativos y admnistrativos en el gobierno gubernamental de la época.
Actualmente allí funciona la Academia de Historia de Ocaña, el museo de la Gran Convención y la Biblioteca Pública "Luís Eduardo Páez Courvel".

##### Museo Antón García de Bonilla.
El Museo Antón García de Bonilla está ubicado en una casona de dos plantas de arquitectura civil y urbana del siglo XVII. Ubicada entre las calles 10 y 11 con Carrera 15; tradicionalmente, se atribuye su propiedad al encomendero Don Antón García de Bonilla. Su estructura corresponde a la época de la colonia con paredes en tapia pisada; cubierta de madera, caña brava y teja española; declarado como bien de Interés Cultural de Carácter Departamental.
Cuenta con siete salas, donde se encuentran la sala de personajes, de arte religioso, de vida cotidiana XIX, Siglos XIX y XX, época prehispánica y exposiciones temporales. El museo cuenta con 226,6 m² para el área de exposición; 135 objetos exhibidos y 89 en bodega. Ofrece visitas guiadas para grupos, Biblioteca especializada en historia y asesorías en materia cultural, turística e histórica, en horarios de martes a sábado: 8:30 A. m. a 12:30 P. m. y 2:30 a 6:30 P. m.

### Gastronomía

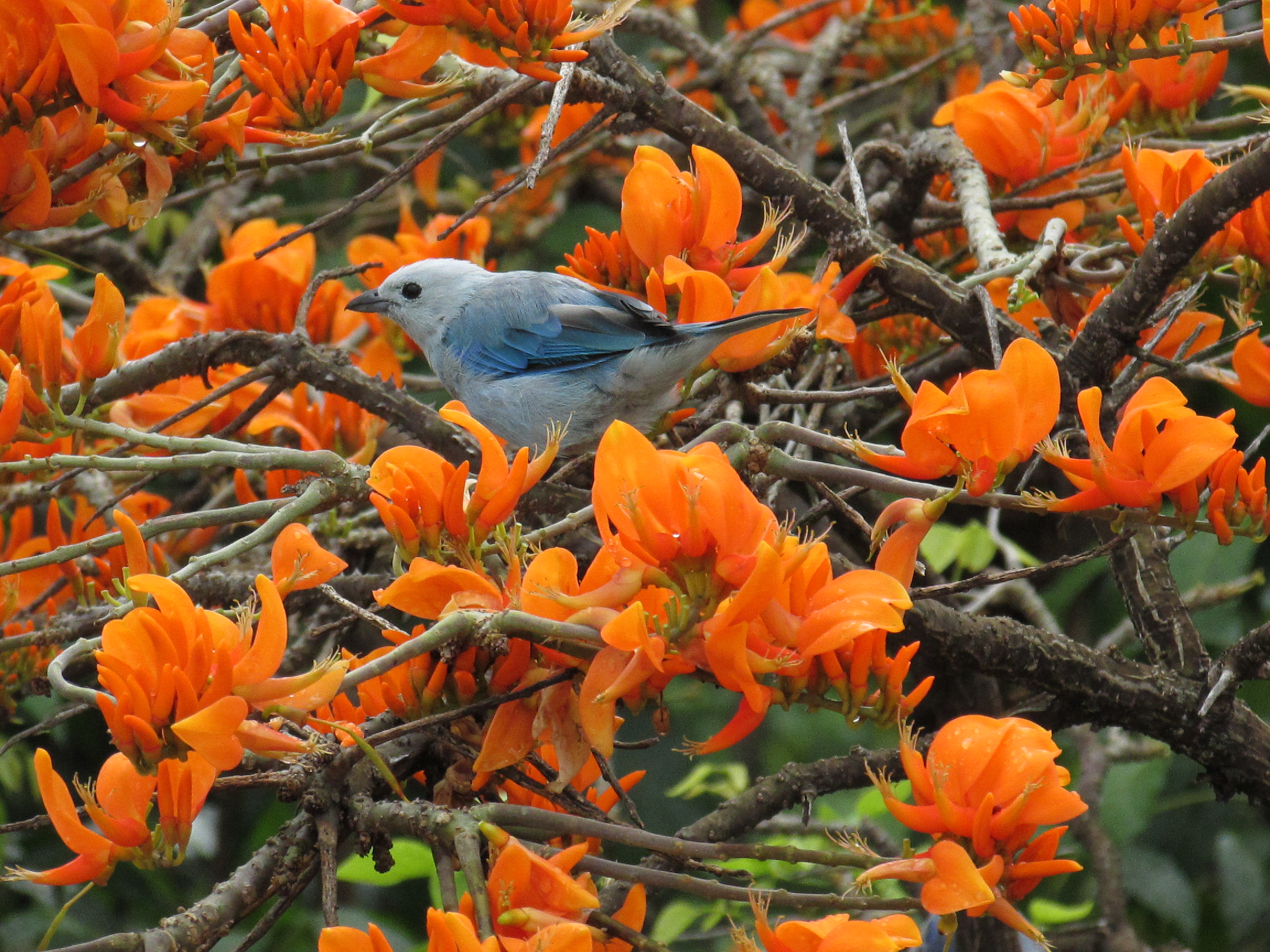
Flores de Barbatusca.

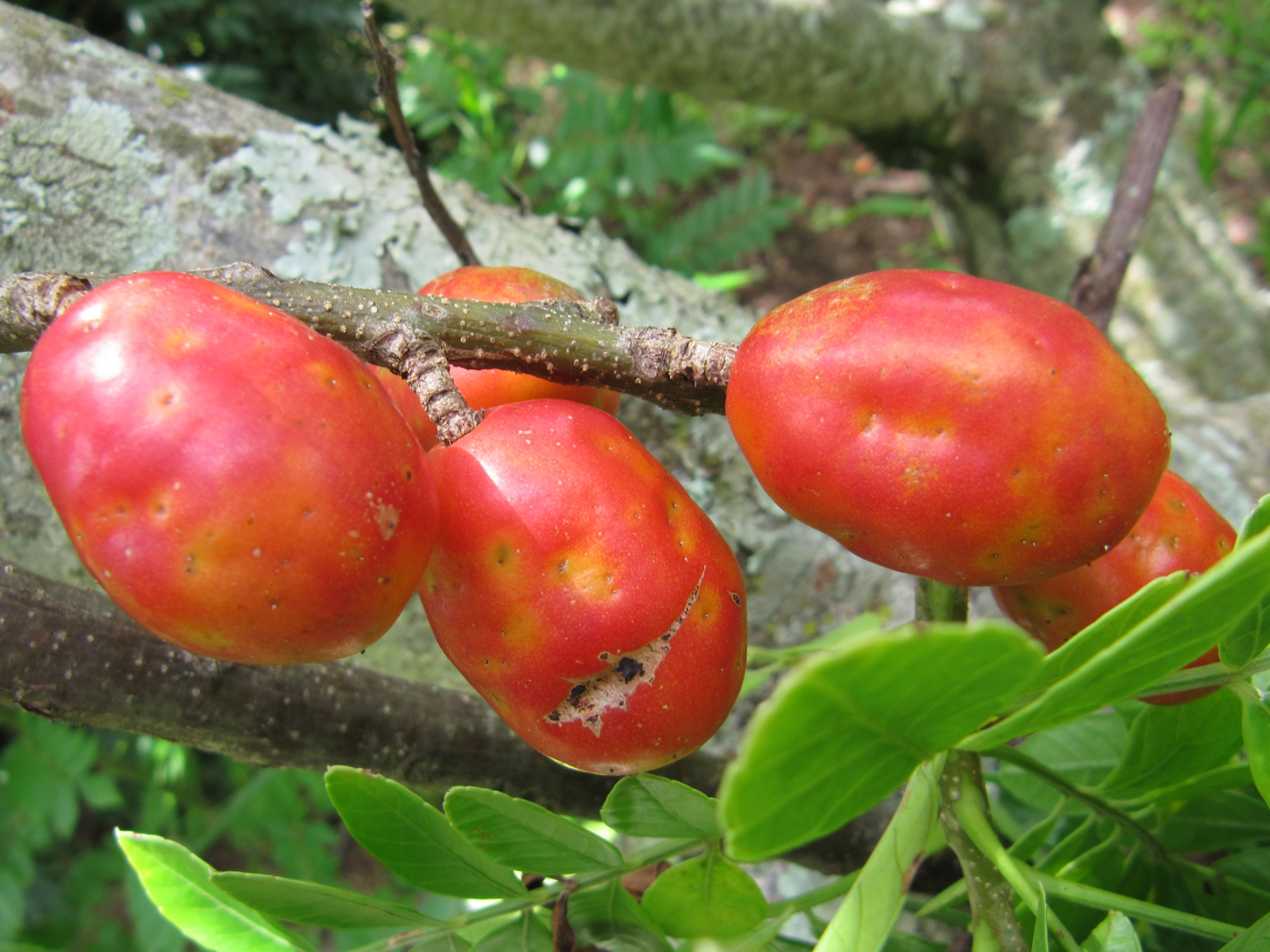
Ciruela o cocota ocañera.

La gastronomía ocañera tiene platos tradicionales de origen campesino, comenzando por la arepa de esta región, las arepas ocañeras asadas suelen ser acompañadas con mantequilla y queso u otras adiciones al gusto del consumidor entre ellas chorizo, aguacate o huevos revueltos con otros ingredientes de libre selección, también figuran de esta región las cebollitas picantes, un producto muy usado y de preferencia para acompañar carnes asadas; la culinaria ocañera también tiene los sancochos, los tamales con relleno de carne, cerdo o pollo, el pan selecto ocañero tiene un estilo único y es un producto muy buscado, buen complemento con café o chocolate en desayunos o cenas; hay dulces tradicionales o fresas con crema son postres recurrentes entre visitantes, ya como plato más escaso se puede encontrar la sopa de frijol biyorro o fríjol castilla, una especie de color blanco no tan abundante, también hay productos que suelen conseguirse sólo por temporadas, entre ellos la barbatusca, una flor usada como condimento, además hay una fruta propia del sector cercana a la familia de la ciruela, esta es la cocota.
Es muy frecuente encontrar como adiciones a un almuerzo el aguacate, las cebollitas ocañeras (las corrientes son cebollas rojas pequeñas preparadas en vinagre), el ají, el maduro (plátano frito), así como también para una cena la arepa puede verse propuesta en menús con morcilla, longaniza o chorizo, queso rayado con aguacate, huevos revueltos o huevo frito, la fórmula para comer la arepa puede variar a gusto del consumidor. el pan selecto ocañero tiene una receta especial y es muy buscado.

### Eventos

#### Carnavales de Ocaña
Es una celebración popular que tiene sus inicios en 1945 y se desarrolla durante los días 4, 5 y 6 de enero, iniciativa del barranquillero Henrique Ruíz Machuca, hijo de padres ocañeros, ésta es organizada por la Administración Municipal a través de la Secretaría de Educación Cultura y Turismo. Entre sus actividades están el desfile de comparsas locales y de otros municipios vecinos que recorren con disfraces, baile y alegría las calles 10 y 11 hasta llegar a la Zona Cero, lugar de encuentro y diversión.

#### La Semana Santa
Es una conmemoración tradicional con orígenes de la época colonial, ésta comienza desde el Domingo de Ramos (el domingo posterior a la primera luna llena después del inicio de la primavera en el hemisferio norte), ésta celebración religiosa con gran pompa y colorido, tradición heredada de los españoles peninsulares que se asentaron en estas tierras, el registro más antiguo del que se tiene data de 1643 por escritos hechos durante la visita del Obispo Fray Juan Espinar de Orozco a la ciudad. El 31 de diciembre de 2003, la Gobernación de Norte de Santander, la declara como Bien de Interés Cultural de Carácter Departamental.

#### La Fiesta de la Santa Cruz
Su celebración es tradicional, con bases religiosas en el cristianismo y se remonta a la época colonial, es realizada el 3 de mayo de cada año en el barrio La Costa, luego de construido monumento a la Santa Cruz, la celebración incluye el Vía Crucis dirigido hacia el mismo, son realizados eventos religiosos, deportivos y culturales.

#### Fiesta de San Antonio de Padua
Es una celebración con bases religiosas, se inició en el año de 1909, fecha en que se inauguró la iglesia en honor a San Antonio de Padua. Su celebración se lleva a cabo el 13 de junio en el barrio la Piñuela y zonas aledañas, la fiesta incluye la ceremonia religiosa, la novena, procesiones y actos culturales.

#### Fiesta de Jesús Cautivo
Es realizada el segundo domingo del mes de julio desde el año de 1903, fecha en que se construyó la iglesia a Jesús Cautivo, imagen aparecida sobre una piedra en 1846 a una humilde lavandera, incluye actos religiosos y culturales.

#### Festival gastronómico Ocañagourmet
Este evento surgió como idea en el año 2020, como idea para la promoción de productos propios de la Provincia y región del Catatumbo, el cual inicia a mediados del mes de julio, tiene aproximadamente 10 días de duración y es organizado entre la Alcaldía del municipio y la Organización Gastronómica de Ocaña. 

#### Festival Catatumbo Cultural
Surgió como idea para una mayor participación cultural, destacar artistas y su talento, en su inicio tuvo como mayor promotor a la Fundación Ocaña Talent, este evento se realiza los días sábado entre mediados de julio y primera semana de agosto, se muestran varias habilidades culturales, entre ellos desde magos, bailarines, poetas, cantantes; debido a restricciones preventivas por la pandemia del COVID-19, en el año 2020 este festival se realizó de forma virtual.

#### Fiesta de la Virgen de Torcoroma
El 15 de agosto se conmemora el gran acontecimiento de la aparición de la Virgen de Torcoroma, en la Catedral de Santa Ana y el 16 de agosto en el santuario de la montaña de la Torcoroma, lugar donde hizo su aparición en el año de 1711; ambas fiestas se hacen con novenas muy solemnes y concurridas en la Catedral, ésta incluye evangelización sacramental, con celebraciones eucarísticas, procesión y romerías al santuario del Agua de la Virgen. Esta festividad fue declarada Bien de Interés Cultural de Carácter Departamental en el año 2003.

#### Festival Internacional de ballet al parque
Este evento es nacional y organizado por el Ministerio de Cultura durante varios días en el mes de agosto, participan como escenarios otras ciudades de Colombia, además de participantes internacionales forman parte escuelas de ballet del país, el evento busca fomentar el arte de la danza, el ballet clásico e intercambio cultural, para el año 2020 fue el octavo que se conmemora.

#### Desfile de los Genitores
Se realiza el 29 de diciembre de cada año, con este desfile se representan hechos o acontecimientos importantes en el pasado, personajes y grupos en la historia de Ocaña desde su fundación, hoy en día participan más de 800 personas en 26 comparsas. Este evento se ha convertido en el más destacado de la región de Ocaña y uno de los significativos de Norte de Santander, salió por primera vez a las calles de la ciudad, el 3 de enero de 1959, bajo la dirección del ya desaparecido artista y escritor Carmen Eliécer Quintero Torrado. Nombres como los de Margario Quintero Pacheco, Carlos Torrado, Antonio Patiño y Alfonso Carrascal Claro, figuras entre los impulsores del Desfile de los Genitores.
La Gobernación de Norte de Santander declaró el Desfile de Genitores como Bien de Interés Cultural de Carácter Departamental, luego el Congreso de la república expidió la Ley 1046 de 2006,  la cual coloca el Desfile en la categoría de Patrimonio Cultural de la Nación.

#### Conmemoración de la fundación de Ocaña
Este día es festivo en la ciudad de Ocaña y se celebran fiestas por el cumpleaños de Ocaña, se celebra el 14 de diciembre, tiene actividades a cargo de la Alcaldía Municipal y la Academia de Historia.

### Bibliotecas públicas
Biblioteca Pública "Luís Eduardo Páez Courvel", dirección: Está ubicado dentro del Museo de La Gran Convención.
Biblioteca Pública "Chaid Neme", dirección: Carrera 50 con la calle 5.ª
Biblioteca Pública "Mario Javier Pacheco", dirección: Calle 5 A con carrera 46 Barrio Santa Clara.
Biblioteca Pública Argemiro Bayona Portillo, dirección: Está ubicada dentra de las instalaciones de la Universidad Francisco de Paula Santander
Biblioteca Rural ¨Pueblo Nuevo¨, dirección: Corregimiento de Pueblo Nuevo

## Vías de comunicación
La ciudad de Ocaña cuenta con el Aeropuerto Aguas Claras y la Terminal de Transportes; ambos de servicio nacional. El aeropuerto está ubicado a 9 kilómetros al noroeste de la ciudad. Actualmente cubren rutas aéreas con vuelos chárter de empresas privadas con destino a las ciudades de Cúcuta, Bogotá y Bucaramanga.

### Rutas terrestres

#### Rutas a través de grandes agencias de transporte comerciales
- Cúcuta- La Ye (Sardinata) - Ábrego - Ocaña (5 horas)
- Bucaramanga - San Alberto - Agua Clara (Aguachica) - Ocaña (5 horas)
- Barranquilla - Agua Clara (Aguachica) - Ocaña (8 horas)
- Bogotá - San Alberto - Agua Clara (Aguachica) - Ocaña (11 horas)
- Medellín - Puerto Berrío - San Alberto - Agua Clara (Aguachica) - Ocaña (12 horas)
- Duitama - Málaga - Pamplona - Cúcuta- La Ye - Ábrego - Ocaña (17 horas)

#### Rutas frecuentes a poblaciones cercanas por transporte tradicional
- Río de Oro (15 minutos)
- González (40 minutos)
- Ábrego (50 minutos)
- Aguachica (55 minutos)
- La Playa de Belén - (1 hora, 10 minutos)
- Convención (1 hora, 10 minutos)
- Teorama (1 hora, 30 minutos)
- El Carmen (1 hora, 40 minutos)
- Hacarí (2 horas, 15 minutos)